# Garajonay nationalpark
Garajonay nationalpark (spanska: Parque nacional de Garajonay) är belägen i de centrala och norra delarna av ön La Gomera, en av Kanarieöarna, Spanien. Området blev nationalpark 1981 och fick världsarvsstatus 1986. Parken omfattar 40 km² och sträcker sig in i varje kommun på ön.
Nationalparken har fått sitt namn efter bergsformationen Garajonay, öns högsta punkt (1 484 meter). Den har också en liten platå som ligger på en höjd på mellan 790 och 1 400 meter.
Här finns det bästa exemplen på Madeiras Laurisilva, en fuktig subtropisk skog som under tertiärtiden täckte nästan hela Europa. Den kan även hittas på Azorerna och Madeira. Laurus azorica, känd som atlantisk lager, eller av portugiserna Louro, Loureiro, Louro-da-terra, och Louro-de-cheiro.

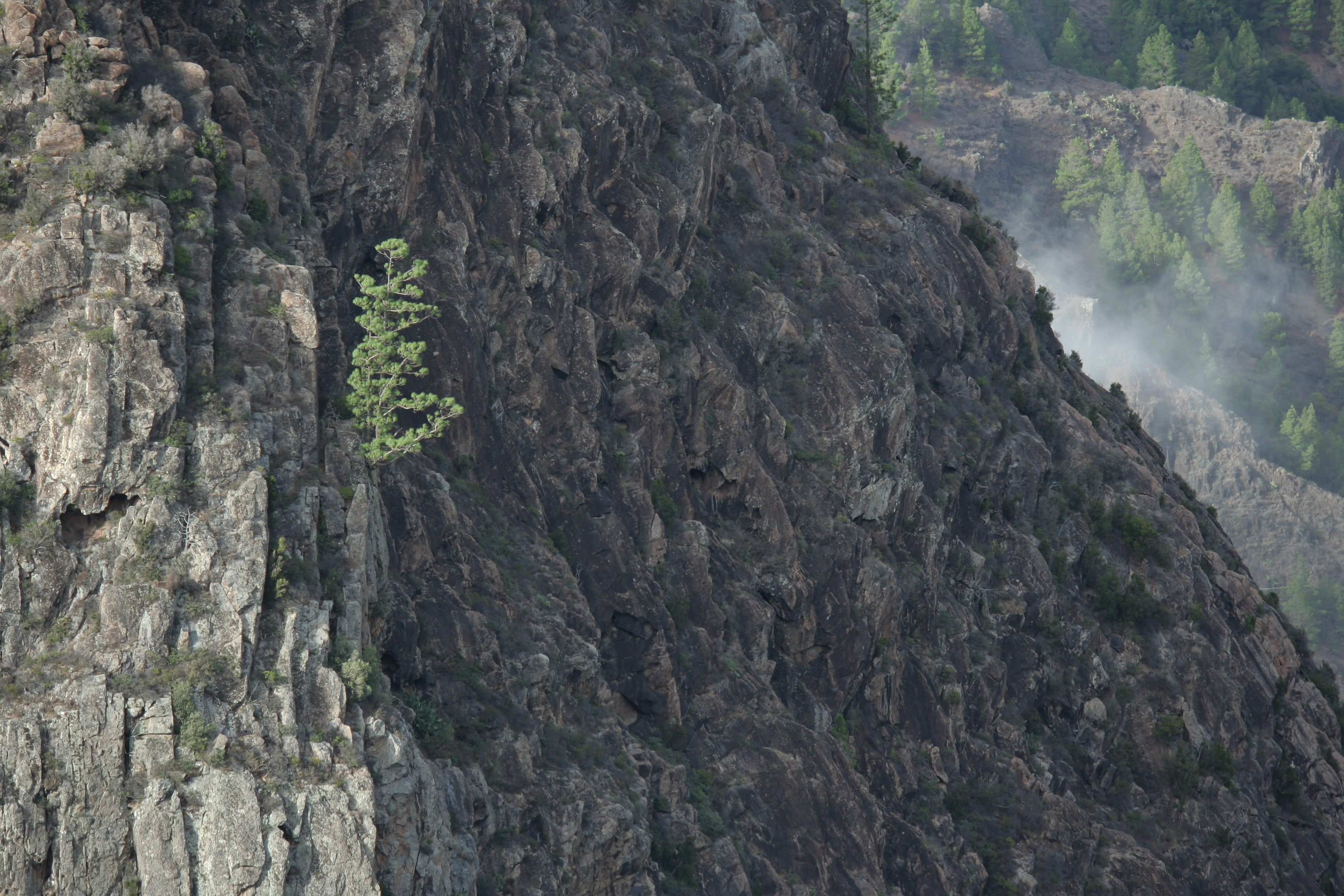
«Roque Ojila»
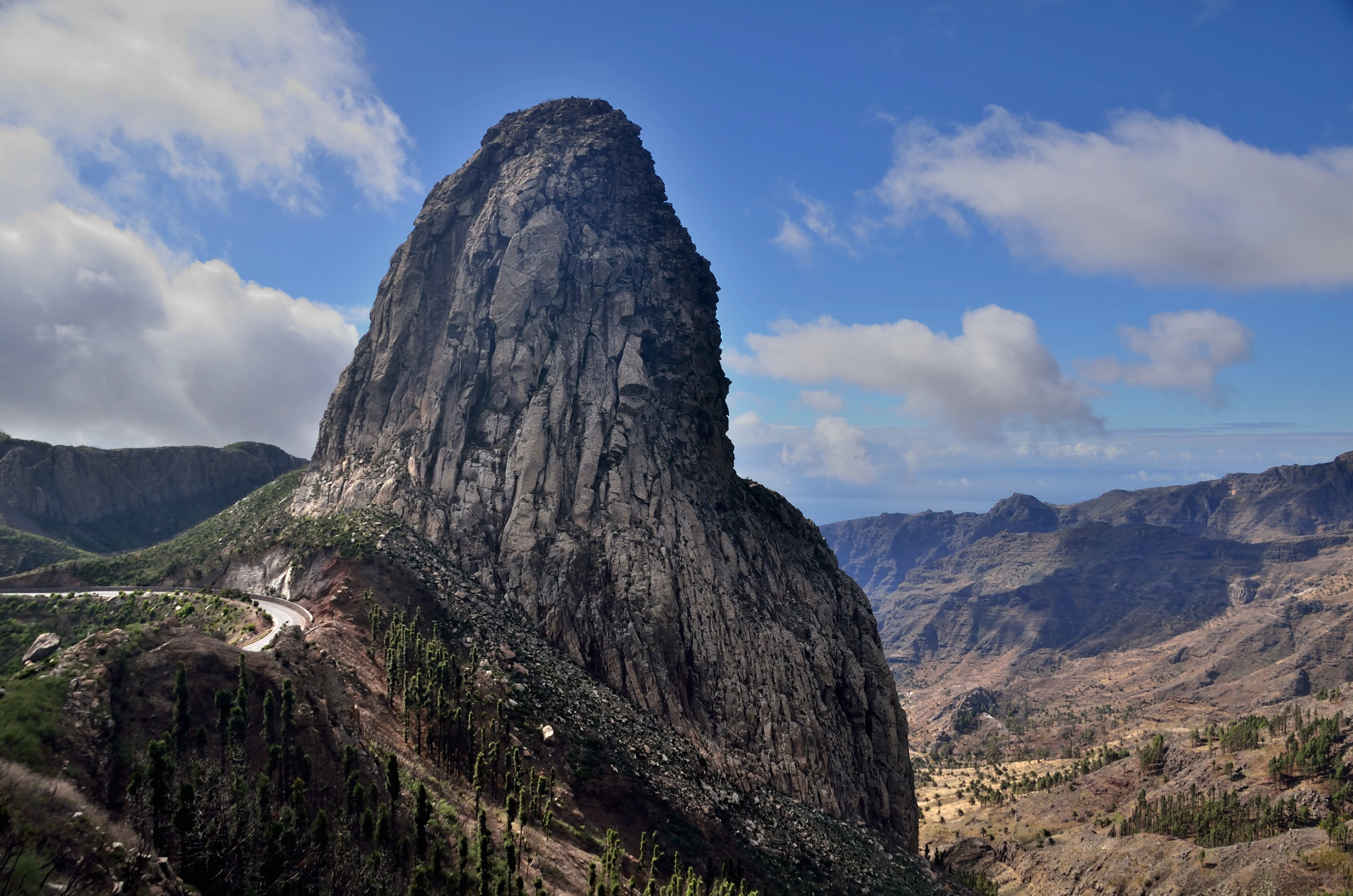
«Roque de Agando»
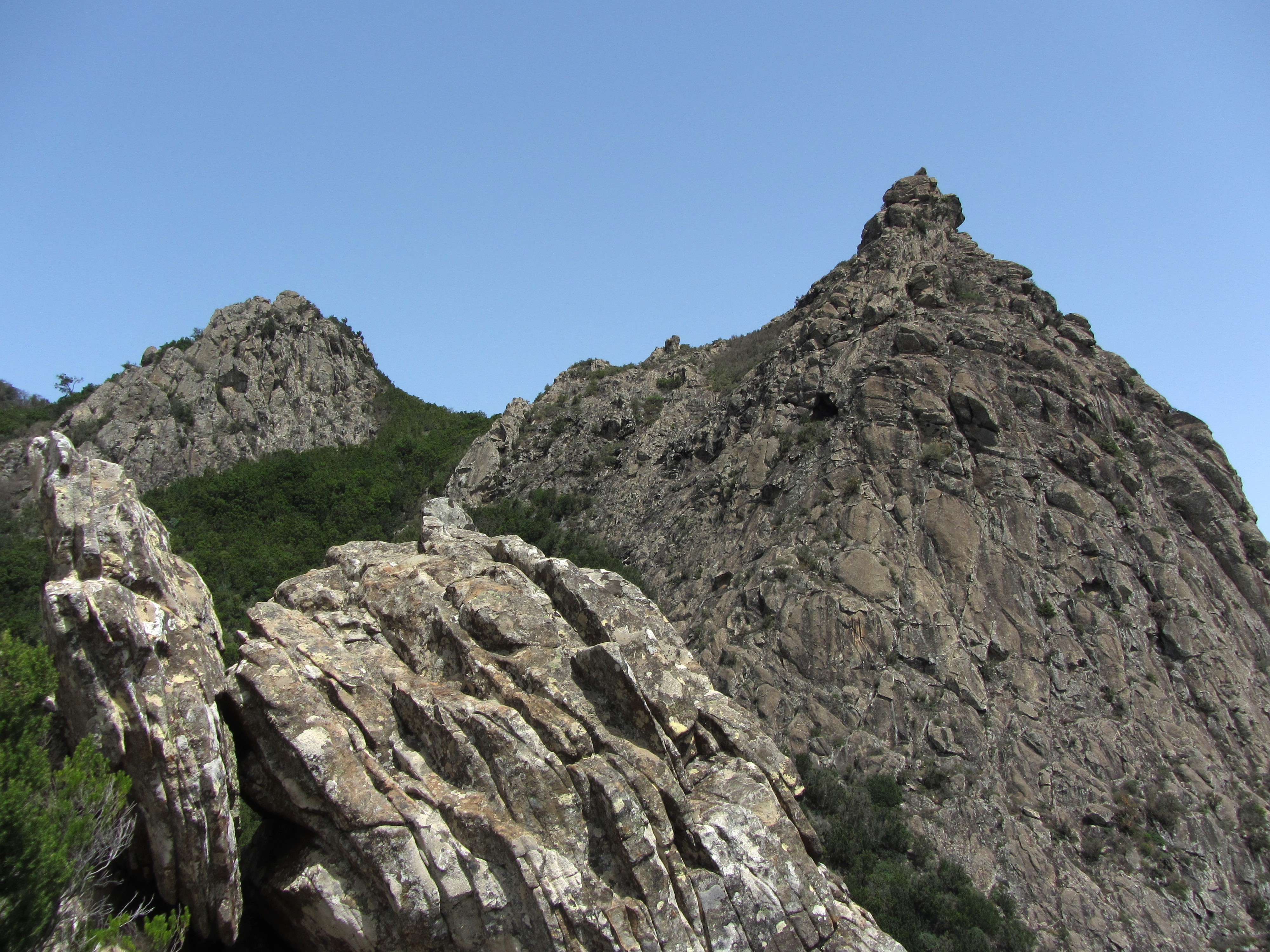
«Roque de La Zarcita»

Skogarna utgörs av lagerlövade städsegröna träd, som är uppemot 40 meter höga. Många av arterna är endemiska och har en rik flora och fauna av undervegetation, ryggradslösa djur, samt fåglar och fladdermöss, inklusive ett antal endemiska arter.
Två reptilarter, Gallotia gomerana (Gomeranödla) och Chalcides viridanus (Gomeranskink), kan hittas.  Amfibier inklusive västlig lövgroda, Hyla meridionalis finns också här.  
Parken är känd som en av de bästa platserna att observera de två kanariska duvarterna, Lagerduva (Columba junoniae) och Kanarieduva (Columba bollii) på.

## Gara och Jonay

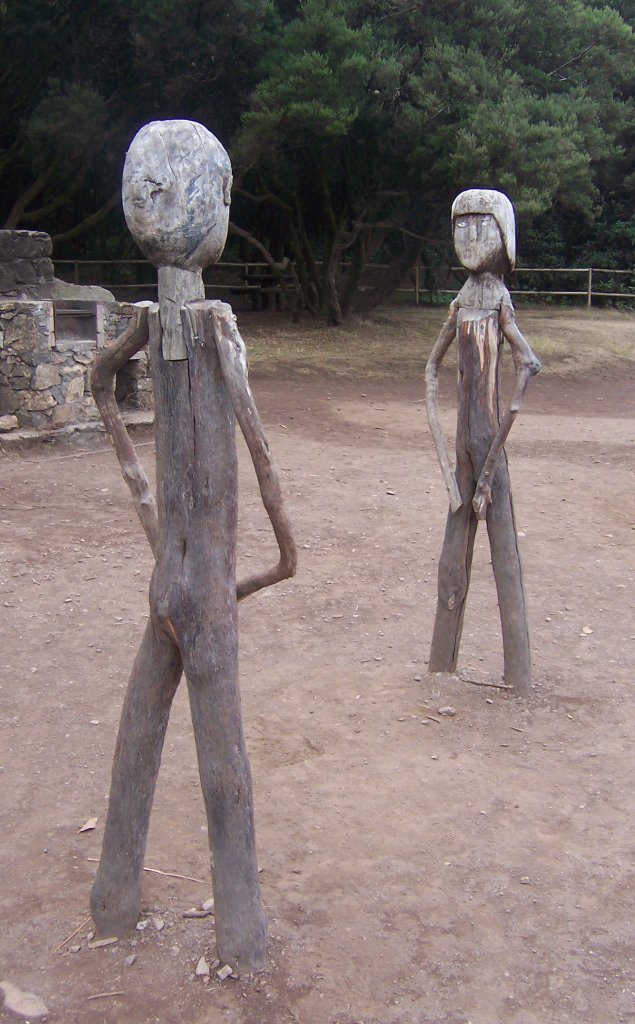
Parkens träfigurer av Gara och Jonay

Bergstopparna och parken har fått sitt namn efter det guanchiska kärleksparet Gara och Jonay, vars berättelse liknar den om Romeo och Julia. Gara var en prinsessa från Agulo på La Gomera. Under Beñesménfestivalen var det tradition att ogifta flickor från Agulo skulle betrakta sin spegelbild i vattnet vid Chorros del Epina. Om vattnet var klart, skulle de hitta en partner; om det var oklart, skulle de drabbas av någon olycka. När Gara såg i vattnet, såg hon sin spegelbild helt klart. Hon tittade dock alldeles för länge på solens reflexer i vattenytan så att hon blev tillfälligt förblindad. En vis man vid namn Gerián berättade för henne att detta betydde att hon måste undvika all eld annars skulle den förtära henne.
Jonay var son till mencey eller kungen av Adeje på Teneriffa, och han kom till ön för att delta i dessa ceremonier. Jonays, som därefter deltog i de efterföljande spelen, drog till sig Garas uppmärksamhet, och de två blev kära. Olyckligtvis, när deras förlovning eklaterades, fick vulkanen Teide, som är synlig från La Gomera, ett utbrott som om den ogillade det. Detta sågs som ett dåligt omen och parets respektive föräldrar bröt förlovningen. 
Jonay tvingades åka tillbaka till Teneriffa, men en natt, simmade han över sundet som skiljer de två öarna och återförenades med sin älskade. Deras fäder beordrade att de skulle eftersökas. De var snart inträngda på ett berg där de beslutade att ta sina liv.